# Suisse aux Jeux olympiques de la jeunesse d'hiver de 2020
La participation de la Suisse aux Jeux olympiques de la jeunesse d'hiver de 2020 a lieu du 9 au 22 janvier 2020, à Lausanne, en Suisse. Il s'agit de sa troisième participation aux Jeux olympiques de la jeunesse d'hiver.

## Médaillés
| Médaille                            | Nom                                                           | Sport           | Épreuve                                                             | Date            |
| ----------------------------------- | ------------------------------------------------------------- | --------------- | ------------------------------------------------------------------- | --------------- |
| Médaille d'or, Jeux olympiques      | Thomas Bussard                                                | Ski-alpinisme   | Individuel garçons                                                  | 10 janvier 2020 |
| Médaille d'or, Jeux olympiques      | Amélie Klopfenstein                                           | Ski alpin       | Super-G filles                                                      | 10 janvier 2020 |
| Médaille d'or, Jeux olympiques      | Caroline Ulrich                                               | Ski-alpinisme   | Individuel filles                                                   | 10 janvier 2020 |
| Médaille d'or, Jeux olympiques      | Amélie Klopfenstein                                           | Ski alpin       | Slalom géant filles                                                 | 12 janvier 2020 |
| Médaille d'or, Jeux olympiques      | Thibe Deseyn Caroline Ulrich Robin Bussard Thomas Bussard     | Ski-alpinisme   | Relais mixte                                                        | 14 janvier 2020 |
| Médaille d'or, Jeux olympiques      | Siri Wigger (en)                                              | Ski de fond     | Cross-country libre filles                                          | 18 janvier 2020 |
| Médaille d'or, Jeux olympiques      | Marie Karoline Krista                                         | Ski acrobatique | Ski cross filles                                                    | 19 janvier 2020 |
| Médaille d'or, Jeux olympiques      | Siri Wigger                                                   | Ski de fond     | Sprint libre filles                                                 | 19 janvier 2020 |
| Médaille d'or, Jeux olympiques      | Valerio Jud                                                   | Snowboard       | Snowboard cross garçons                                             | 20 janvier 2020 |
| Médaille d'or, Jeux olympiques      | Anouk Dörig Marie Karoline Krista Valerio Jud Robin Tissières | Ski Snowboard   | Épreuve combinée de ski cross et snowboard cross par équipes mixtes | 21 janvier 2020 |
| Médaille d'argent, Jeux olympiques  | Robin Bussard                                                 | Ski-alpinisme   | Individuel garçons                                                  | 10 janvier 2020 |
| Médaille d'argent, Jeux olympiques  | Thibe Deseyn                                                  | Ski-alpinisme   | Individuel filles                                                   | 10 janvier 2020 |
| Médaille d'argent, Jeux olympiques  | Sandro Zurbruegg                                              | Ski alpin       | Slalom géant garçons                                                | 13 janvier 2020 |
| Médaille d'argent, Jeux olympiques  | Luc Roduit                                                    | Ski alpin       | Slalom spécial garçons                                              | 14 janvier 2020 |
| Médaille d'argent, Jeux olympiques  | Lena Volken                                                   | Ski alpin       | Slalom spécial filles                                               | 14 janvier 2020 |
| Médaille d'argent, Jeux olympiques  | Siri Wigger                                                   | Ski de fond     | 5 km classique filles                                               | 21 janvier 2020 |
| Médaille de bronze, Jeux olympiques | Luc Roduit                                                    | Ski alpin       | Super-G garçons                                                     | 10 janvier 2020 |
| Médaille de bronze, Jeux olympiques | Amélie Klopfenstein                                           | Ski alpin       | Super combiné filles                                                | 11 janvier 2020 |
| Médaille de bronze, Jeux olympiques | Luc Roduit                                                    | Ski alpin       | Slalom géant garçons                                                | 13 janvier 2020 |
| Médaille de bronze, Jeux olympiques | Bianca Gisler                                                 | Snowboard       | Slopestyle filles                                                   | 18 janvier 2020 |
| Médaille de bronze, Jeux olympiques | Anouk Dörig                                                   | Snowboard       | Half-pipe filles                                                    | 20 janvier 2020 |
| Médaille de bronze, Jeux olympiques | Nick Pünter                                                   | Snowboard       | Slopestyle garçons                                                  | 20 janvier 2020 |
| Médaille de bronze, Jeux olympiques | Livio Summermatter                                            | Skeleton        | Épreuve garçons                                                     | 20 janvier 2020 |
| Médaille de bronze, Jeux olympiques | Berenice Wicki                                                | Snowboard       | Half-pipe filles                                                    | 20 janvier 2020 |

| Sport           | Médaille d'or, Jeux olympiques | Médaille d'argent, Jeux olympiques | Médaille de bronze, Jeux olympiques | Ensemble |
| --------------- | ------------------------------ | ---------------------------------- | ----------------------------------- | -------- |
| Ski-alpinisme   | 3                              | 2                                  | 0                                   | 5        |
| Ski alpin       | 2                              | 3                                  | 3                                   | 8        |
| Ski de fond     | 2                              | 1                                  | 0                                   | 3        |
| Snowboard       | 1                              | 0                                  | 4                                   | 5        |
| Ski acrobatique | 1                              | 0                                  | 0                                   | 1        |
| Ski - snowboard | 1                              | 0                                  | 0                                   | 1        |
| Skeleton        | 0                              | 0                                  | 1                                   | 1        |

| Médaille                            | Nom                | Sport            | Épreuve                            | Date            |
| ----------------------------------- | ------------------ | ---------------- | ---------------------------------- | --------------- |
| Médaille d'or, Jeux olympiques      | Nubya Aeschlimann  | Hockey sur glace | Tournoi multinations 3 x 3 filles  | 15 janvier 2020 |
| Médaille d'argent, Jeux olympiques  | Jan Hornecker      | Hockey sur glace | Tournoi multinations 3 x 3 garçons | 15 janvier 2020 |
| Médaille d'argent, Jeux olympiques  | Angelina Hurschler | Hockey sur glace | Tournoi multinations 3 x 3 filles  | 15 janvier 2020 |
| Médaille de bronze, Jeux olympiques | Valerie Christmann | Hockey sur glace | Tournoi multinations 3 x 3 filles  | 15 janvier 2020 |